# Monumento Cadete (West Point)
O Monumento Cadete é um monumento no cemitério da Academia Militar dos Estados Unidos, originalmente dedicado em homenagem ao cadete Vincent M. Lowe, que morreu como resultado de uma descarga de canhão prematura em 1817. Os nomes dos cadetes e professores que morreram durante os primeiros dias da academia estão inscritos no monumento. O monumento está localizado no extremo nordeste do cemitério.

## 
1. ↑  «West Point Cemetery». usma.edu. Consultado em 12 de maio de 2015
2. ↑  «West Point Cemetery - Map» (PDF). usma.edu. Consultado em 12 de maio de 2015